# خانه دوشیزه پرگرین برای بچه‌های عجیب (فیلم)
خانهٔ دوشیزه پرگرین برای بچه‌های عجیب (به انگلیسی: Miss Peregrine's Home for Peculiar Children) یک فیلم آمریکایی در سبک ماجراجویی و فانتزی تاریک، به نویسندگی جین گولدمن و کارگردانی تیم برتون است، که بر اساس رمانی به همین نام به قلم رانسم ریگز ساخته شده‌است. در این فیلم بازیگرانی همچون اوا گرین، ایسا باترفیلد، کریس اودوود، الیسون جنی، الا پورنل، ترنس استامپ، روپرت اورت، جودی دنچ، او-لن جونز و ساموئل ال. جکسون ایفای نقش می‌کنند. نخستین نمایش خانهٔ دوشیزه پرگرین برای بچه‌های عجیب در ۲۵ سپتامبر ۲۰۱۶، و در طی جشنواره فیلم «فنتستیک فست» در آستین، تگزاس بود، و سپس در ۳۰ سپتامبر ۲۰۱۶ توسط فاکس قرن بیستم در ایالات متحده اکران شد.

## داستان
نوجوان ۱۶ ساله ای به نام «جِیک پورتمن» می‌خواهد یک پناهگاه مخفی در یک جزیره را پیدا کند که در آنجا کودکان غیرعادی که دارای توانایی‌های خاصی هستند توسط یک زن نگهداری می‌شوند. جِیک قصد دارد با کودکان و افراد ساکن در این جزیره آشنا شود ولی متوجه می‌شود که اتفاقاتی درحال وقوع است که ممکن است برای آنها خطرناک باشد …

## بازیگران

### استثنایی‌ها

#### استثنایی‌های بالغ
- اوا گرین در نقش دوشیزه آلما لی‌فای پرگرین
- ترنس استامپ در نقش ایب پورتمن، پدربزرگ جیک
- جودی دنچ در نقش خانم ازمرالدا اَووست

#### کودکان استثنایی
- ایسا باترفیلد در نقش جیک پورتمن
- الا پورنل در نقش اِما بلوم
- فینلی مک‌میلان[۱] در نقش ایناک اوکانر
- لورن مک‌کراستی[۲] در نقش آلیو آبروهولوس الفانتا
- کمرون کینگ[۳] در نقش میلارد نالینگز، پسر نامرئی
- پکسی دیویس[۴] در نقش برانوین برانتلی
- جورجیا پمبرتون[۵] در نقش فیونا فراونفلد
- میلو پارکر در نقش هیو آپیستون
- رافیلا چپمن[۶] در نقش کلر دنزمور
- هیدن کیلر-استون[۷] در نقش هورس سامنسون
- جوزف[۸] و توماس[۹] آدوِل در نقش دوقلوها
- لوئیس دیویسون[۱۰] در نقش ویکتور برانتلی

#### سفیدها و هولوها
- ساموئل ال. جکسون در نقش آقای بارون
  - الیسون جنی در نقش دکتر نانسی گولان، روانپزشک جیک و یکی از چهره‌های مبدل آقای بارون
  - روپرت اورت در نقش جان لمونت (ذکرشده به عنوان «پرنده‌شناس»)، یک پرنده‌شناس و یکی دیگر از چهره‌های مبدل آقای بارون

### غیر استثنایی‌ها
- کریس اودوود در نقش فرانکلین «فرانک» پورتمن، پدر جیک و پسر ایب
- کیم دیکنز در نقش مریان پورتمن (ذکرشده به عنوان «مادر جیک»)، مادر جیک
- او-لن جونز در نقش شلی، ناظر و همکار داروخانه جیک